# Maria Olszańska (konsul)
Maria Olszańska (ur. 15 sierpnia 1942 w Nowym Targu) – polska filolog włoska, nauczyciel akademicki, tłumaczka literacka; dyplomatka, w latach 2000–2004 konsul generalna RP w Mediolanie.

## Życiorys
Maria Olszańska ukończyła filologię romańską na Uniwersytecie Jagiellońskim. W latach 1975–1991 i 1998–2000 wykładała na macierzystej uczelni. Jest autorką licznych przekładów tekstów naukowych, popularnonaukowych i literackich, m.in. Księżniczki Turandot. Uzyskała uprawnienia tłumaczki przysięgłej (aktualnie nie posiada takich uprawnień). Przez wiele lat współpracowała jako konsultantka językowa Opery i Operetki Krakowskiej, Teatru Starego, Teatru Lalki „Groteska”, Przekroju i innych wydawnictw oraz instytucji kulturalnych w Polsce i we Włoszech. Od 1991 do 1998 pracowała w Ambasadzie RP w Rzymie jako II i I sekretarz. Od 14 marca 2000 do 2004 pełniła funkcję Konsul Generalnej RP w Mediolanie. Członkini rzeczywista Stowarzyszenia Tłumaczy Polskich, członkini Stowarzyszenia Autorów ZAiKS.
Matka dwóch córek.